# Dovima et les Éléphants

Dovima et les éléphants est le nom donné en français à une photographie de mode prise par le photographe américain Richard Avedon en 1955 pour le magazine Harper's Bazaar et baptisée par lui Dovima with elephants. Celle-ci est considérée comme la plus célèbre photographie de mode, un emblème de ce domaine.

## Présentation
Dovima with elephants est réalisée par Richard Avedon au Cirque d'Hiver — qui dispose d'une verrière laissant entrer la lumière naturelle — avant le lancement des collections. 

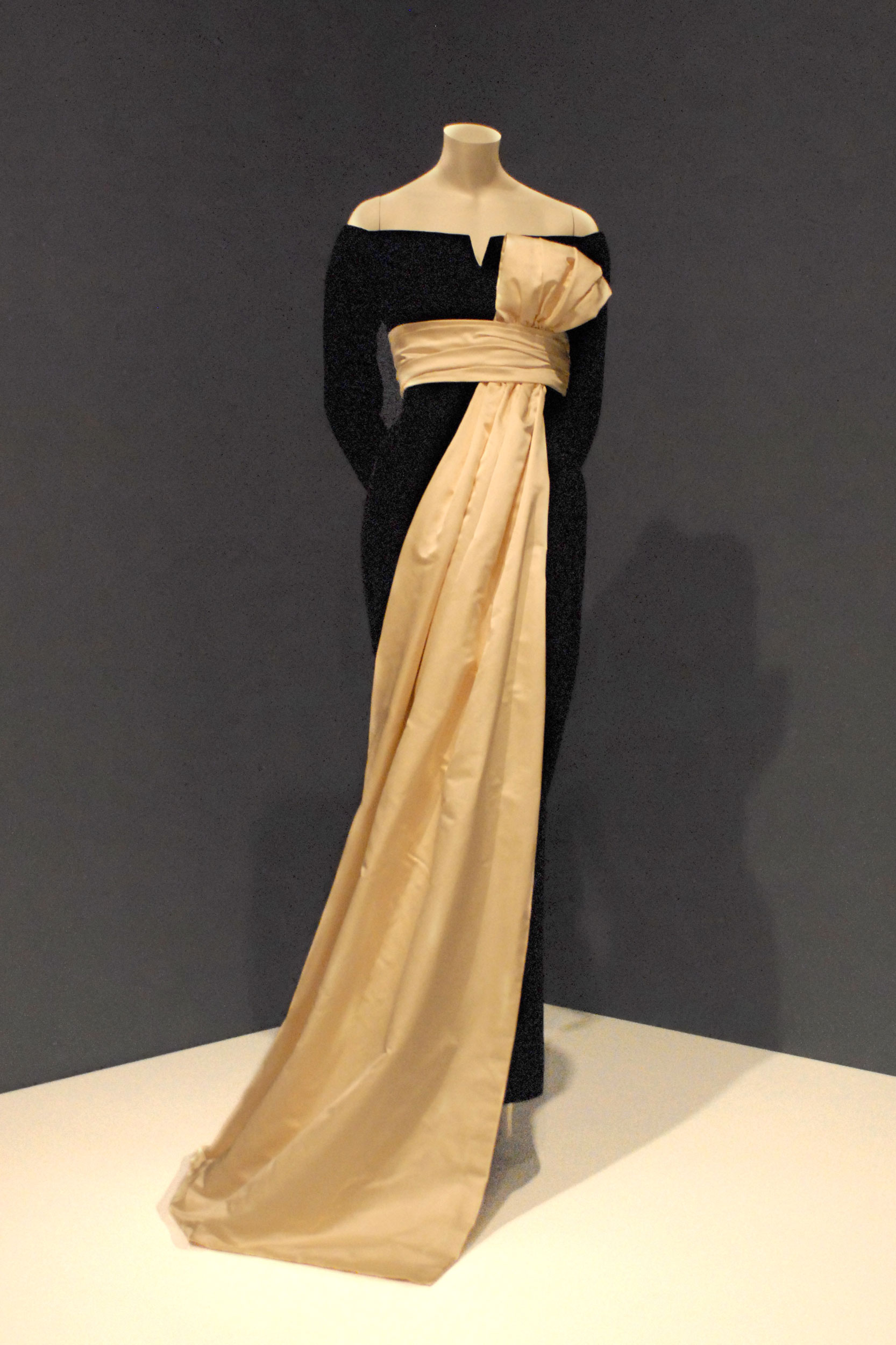
Robe du soir Christian Dior par Yves Saint-Laurent exposée au musée d'art d'Indianapolis. Cette robe fut portée par Dovima Dans la photo de Richard Avedon Dovima with elephants.

Elle représente le modèle américain Dovima posant entre plusieurs éléphants dans une robe de soirée noire, dessinée pour le grand couturier français Christian Dior par son jeune assistant, Yves Saint-Laurent. Il s'agit d'ailleurs d'une de ses toutes premières robes, avec le descriptif suivant du couturier : « Fourreau de velours noir. Manches très collantes et décolleté profond. Large ceinture de satin drapé, placée au-dessus de la taille normale. » L’appellation exacte par l'entreprise Christian Dior est : Robe du soir « Soirée de Paris », haute couture Automne/Hiver 1955/1956.
Cette photo fait partie d'une série de deux images publiées dans Harper's Bazaar d'octobre 1955 pour un reportage de Carmel Snow sur Paris, le « Carmel Snow's Paris Report » sous la responsabilité de Alexey Brodovitch. Une seconde photographie montre Dovima en robe blanche, Dior également, au milieu des deux éléphants. 
Plusieurs critiques considèrent ce cliché comme le plus célèbre de l'histoire de la photographie de mode,, ou en tout cas comme le plus abouti d'une période historique commencée durant les années 1940, et pendant laquelle on constata un engouement pour les animaux dans la discipline,. Dès les années 1940, Martin Munkácsi ou Louise Dahl-Wolfe expérimentent la photographie avec des éléphants ; mais ces images sont considérées comme un « échec », car n'établissant pas de relation entre ces gros animaux et la grâce du modèle. Mais l'équilibre trouvé par Avedon entre les bras de Dovima et la trompes du pachyderme, ainsi que l'opposition entre la robe et la peau des éléphants est « un miracle de grâce et d'équilibre ». Pourtant, le photographe n'est pas satisfait de cette image, et celle-ci sera volontairement absente de l'autobiographie publiée en 1993. 
En 1978, le photographe réalise un tirage d'un format important pour l'exposition Richard Avedon: Photographs 1947-1977 au Metropolitan Museum of Art ; celui restera vingt-cinq ans dans l'entrée de son studio. La fondation du photographe donne le cliché original à ce même musée trois ans plus tard. 
Le 20 novembre 2010 à Paris, un tirage de cette photographie a été adjugé 841 000 euros chez Christie's, ce qui représente un record mondial pour une photographie de mode. Le cliché est acheté par l'entreprise Christian Dior Couture.